# 丹尼斯·库德拉 (摔跤运动员)
丹尼斯·马克西米利安·库德拉（波蘭語：Denis Maksymilian Kudla，1994年12月24日—）生于波兰拉齐布日，是一名代表德国参赛的男子自由式摔跤运动员。他在六岁时开始练习摔跤，后来毕业于德国希弗施塔特的一家寄宿制学校。16岁时，他获得个人首个全国锦标赛冠军。